# Aspidiophorus brahmsi
Aspidiophorus brahmsi är en djurart som tillhör fylumet bukhårsdjur, och som beskrevs av Luis E. Grosso 1973. Aspidiophorus brahmsi ingår i släktet Aspidiophorus och familjen Chaetonotidae. Inga underarter finns listade i Catalogue of Life.